# Revninge-kvinden
Revninge-kvinden er en forgyldt sølvfigur fra omkring år 800. Den blev fundet 22. april 2014 på en mark ved Revninge på Nordøstfyn, tæt ved Kerteminde af en amatørarkæolog med en metaldetektor; fundet blev offentliggjort i maj samme år. Figuren er 4,6 cm høj. Bag hovedet er der små huller, der tyder på, at det kan have været et hængesmykke. Figuren blev først tolket som at skulle forestille frugtbarhedsgudinden Freja, men arkæologerne er siden kommet i tvivl, da flere af figurens træk kan tolkes både som maskuline og feminine. Eksperterne er dog enige i, at det ikke er en valkyrie, da der hverken er våben eller hovedbeklædning.
Figuren er speciel, fordi menneskelignende figurer fra vikingetiden er sjældne, og fordi hovedet er i 3D, til forskel fra lignende figurer, der normalt er i 2D. Det lokale bryggeri, Munkebo Mikrobryg, har fremstillet en pilsner kaldet Revningekvindens Bryg, opkaldt efter figuren. Figuren var på Kulturstyrelsens Top 10 over Årets Arkæologiske Fund for 2014.